# Nairn Falls Park
Nairn Falls Park är en park i Kanada.   Den ligger i provinsen British Columbia, i den sydvästra delen av landet, 3 500 km väster om huvudstaden Ottawa. Nairn Falls Park ligger 553 meter över havet.
Terrängen runt Nairn Falls Park är bergig västerut, men österut är den kuperad. Trakten runt Nairn Falls Park är nära nog obefolkad, med mindre än två invånare per kvadratkilometer.. Närmaste större samhälle är Pemberton, 4,4 km nordost om Nairn Falls Park. 
I omgivningarna runt Nairn Falls Park växer i huvudsak barrskog.